# 尹ビッカラム
- 尹ピッカラム
- 尹ビッガラム
- ユン・ビッカラム
- ユン・ピッカラム
- ユン・ビッガラム

尹 ビッカラム（ユン・ビッカラム、朝鮮語: 윤빛가람、1990年5月7日 - ）は、大韓民国のサッカー選手。Kリーグ1・水原FC所属。ポジションはミッドフィールダー。
ビッカラム（빛가람）という名前は「光の河」を意味する固有語名であり、よって漢字表記を持たない（ただし中国では音訳して「尹比加林」「尹比家林」「尹比加蘭」としたり、「尹光河」と意味による漢字を当てることもある）。日本語ではピッカラム、ビッガラムなどとも表記する。本貫は坡平尹氏。

## 来歴
2010年、新人ドラフト2位でKリーグの慶南FCに入団。5月26日の全南ドラゴンズとのカップ戦で初ゴールを記録し、続く6月2日の水原三星ブルーウィングス戦、6月6日の江原FC戦と、3試合連続ゴールを決めた。もともと彼を高評価していた慶南の監督、趙広来が韓国代表監督に就任したことも手伝い、この活躍によって韓国代表に初招集されると、2010年8月11日のナイジェリア代表との親善試合で、代表初出場初ゴールを記録した。AFCアジアカップ2011の韓国代表にも選出され、準々決勝のイラン戦では延長前半ロスタイムにミドルシュートを決め、値千金の決勝点を挙げた。
2011年末、欧州への移籍を模索していたが、2012年シーズンより同じKリーグの城南一和天馬に約2億円の移籍料で移籍した。
2013年2月23日、済州ユナイテッドFCに移籍した。
2015年12月、延辺富徳足球倶楽部に移籍した。
2018年、兵役のために帰国し尚州尚武FCに2年間の在籍を決める。その間に元所属先であった延辺富徳が財政破綻のために解散をしているので、2020年シーズンは移籍金0での移籍が可能となっている。
2020年のACLにおいて蔚山現代FCのACL優勝に貢献。ACL2020のMVPに選ばれた。

## 個人成績
| 国内大会個人成績 | 国内大会個人成績 | 国内大会個人成績 | 国内大会個人成績  | 国内大会個人成績 | 国内大会個人成績 | 国内大会個人成績 | 国内大会個人成績 | 国内大会個人成績 | 国内大会個人成績 | 国内大会個人成績 | 国内大会個人成績 |
| 年度             | クラブ           | 背番号           | リーグ            | リーグ戦         | リーグ戦         | リーグ杯         | リーグ杯         | オープン杯       | オープン杯       | 期間通算         | 期間通算         |
| 年度             | クラブ           | 背番号           | リーグ            | 出場             | 得点             | 出場             | 得点             | 出場             | 得点             | 出場             | 得点             |
| 韓国             | 韓国             | 韓国             | 韓国              | リーグ戦         | リーグ戦         | リーグ杯         | リーグ杯         | FA杯             | FA杯             | 期間通算         | 期間通算         |
| ---------------- | ---------------- | ---------------- | ----------------- | ---------------- | ---------------- | ---------------- | ---------------- | ---------------- | ---------------- | ---------------- | ---------------- |
| 2010             | 慶南FC           | 8                | Kリーグ           | 24               | 6                | 5                | 3                | 2                | 0                | 31               | 9                |
| 2011             | 慶南FC           | 8                | Kリーグ           | 25               | 10               | 7                | 2                | 1                | 0                | 33               | 8                |
| 2012             | 城南一和天馬     |                  | Kリーグ           | 31               | 11               | 0                | 0                | 1                | 0                | 32               | 11               |
| 2013             | 済州ユナイテッド |                  | Kリーグクラシック | 31               | 1                | 0                | 0                | 4                | 1                | 35               | 2                |
| 2014             | 済州ユナイテッド | 37               | Kリーグクラシック | 4                | 0                | 0                | 0                | 0                | 37               | 4                |                  |
| 2015             | 済州ユナイテッド | 36               | Kリーグクラシック | 6                | 0                | 0                | 3                | 1                | 39               | 7                |                  |
| 中国             | 中国             | 中国             | 中国              | リーグ戦         | リーグ戦         | リーグ杯         | リーグ杯         | FA杯             | FA杯             | 期間通算         | 期間通算         |
| 2016             | 延辺富徳         | 14               | 超級              | 25               | 8                | 0                | 0                | 0                | 0                | 25               | 8                |
| 通算             | 韓国             | 韓国             | Kリーグ           | 184              | 38               | 11               | 2                | 12               | 5                | 207              | 45               |
| 通算             | 中国             | 中国             | 超級              | 25               | 8                | 0                | 0                | 0                | 0                | 25               | 8                |
| 総通算           | 総通算           | 総通算           | 総通算            | 209              | 46               | 12               | 5                | 11               | 2                | 232              | 53               |

## 代表歴

### 出場大会など
- 韓国U-16代表
  - 2006年 - AFC U-16選手権
  - 2006年 - 豊田国際ユース (MIP受賞)
- 韓国U-17代表
  - 2007年 - FIFA U-17ワールドカップ
- 韓国U-23代表
  - 2010年 - アジア競技大会
- 韓国代表
  - 2011年 - AFCアジアカップ

## タイトル

### クラブ
蔚山現代FC
- AFCチャンピオンズリーグ : 2020

### 個人
- Kリーグベストイレブン : 2010, 2011
- Kリーグ若手選手賞 : 2010
- AFCチャンピオンズリーグ最優秀選手賞 : 2020